# Brygmophyseter
Brygmophyseter shigensis es un género y especie extinto de cetáceo odontoceto de la familia Physeteridae, relacionado con los cachalotes, que vivió durante el Mioceno en Japón. Cuando fue descrito inicialmente, esta especie fue situada en el género extinto Scaldicetus, formando el nombre Scaldicetus shigensis. En 2006, se crearon dos nombres de género de manera independiente para esta especie: Naganocetus y Brygmophyseter. Debido a que Brygmophyseter fue publicado primero, Naganocetus se convierte en un sinónimo más moderno.

## Descubrimiento

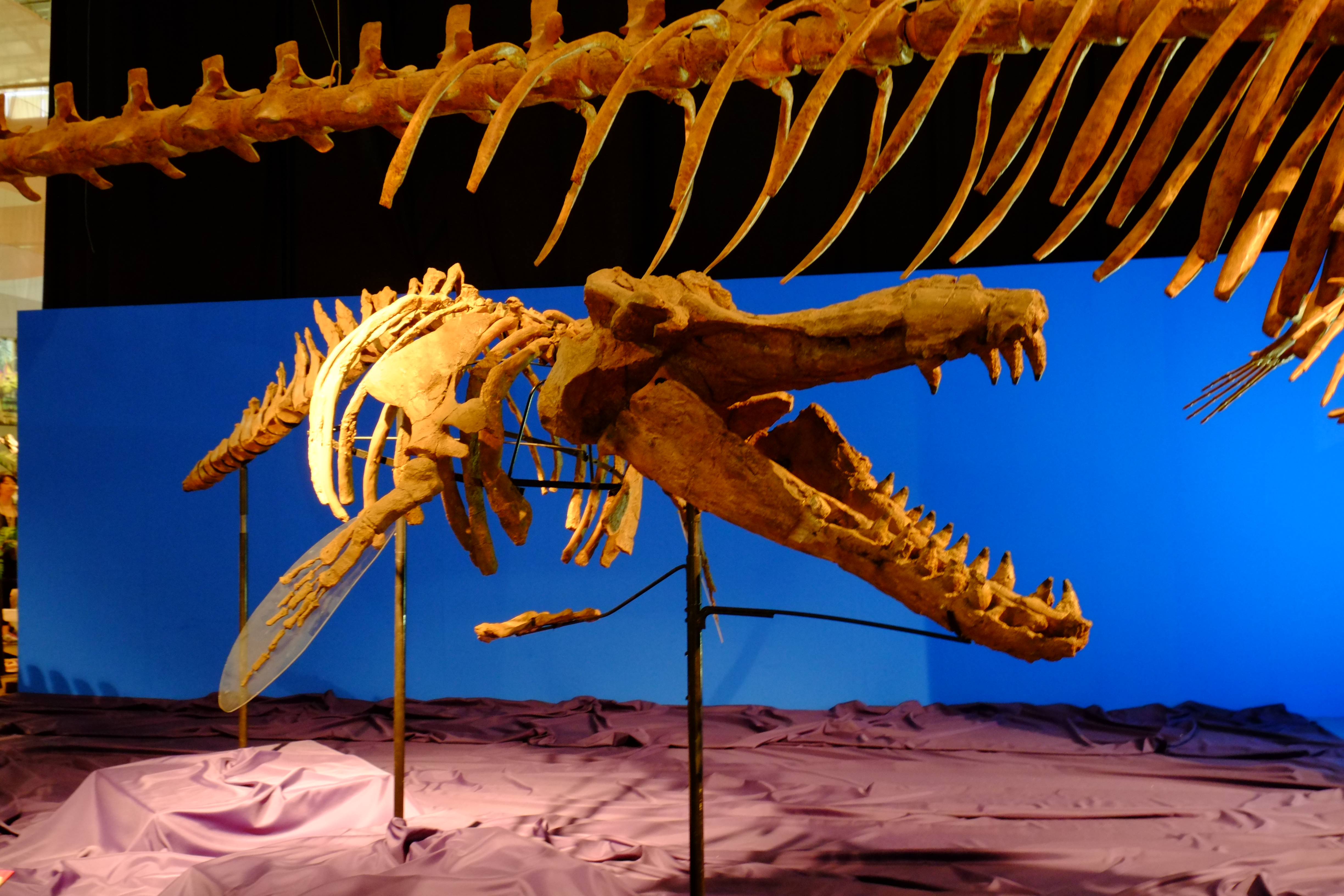
Esqueleto restaurado.

Los vestigios de este cetáceo extinto fueron descubiertos en Japón por los paleontólogos, K. Hirota y L. G. Barnes en 1992, que consistían en un cráneo de 15 millones de años de antigüedad y 140 centímetros de longitud.
A diferencia de los cachalotes modernos, (Physeter macrocephalus) los cuales sólo tienen dientes en la mandíbula, Brygmophyseter tenía dientes en ambos maxilares. Por esta razón, a este animal extinto se le denomina a menudo «cachalote mordedor», derivado a su vez del significado del nombre científico del género, del término griego brygmos, que significa "morder" o "crujir", combinado con el sufijo Physeter, el cual es el nombre del género del cachalote actual y la palabra griega para "soplador".

## Tamaño estimado
Un espécimen casi completo de este animal que se encontró en Japón tiene cerca de 7 metros de longitud. Sin embargo los paleontólogos estiman que Brygmophyseter pudo haber alcanzado los 12 metros, un poco mayor que las orcas actuales.

## Comportamiento en la caza
Brygmophyseter seguramente se encontraba entre los superpredadores de su época. Portaba unas mandíbulas formidables, armadas con dientes tan largos como los del Tyrannosaurus. Pudo haber empleado la ecolocalización para ubicar y desorientar a sus presas en aguas profundas, como presumiblemente lo hacen los cachalotes modernos. También pudo usar su cabeza para embestir a sus potenciales oponentes. Brygmophyseter también poseía la inteligencia necesaria para trabajar en grupos sociales llamados pods, como las orcas modernas.

### Alimentación
Esta cetáceo probablemente depredaba gran variedad de animales, incluyendo peces, pinnípedos, calamares gigantes, y otros cetáceos.

## Amenazas potenciales
Como otros animales de la época, Brygmophyseter también encontraba seguridad al movilizarse en grupos, para potenciales adversarios. Cuando trabajaban en equipo, estas ballenas podían defenderse de los ataques de sus enemigos. Sólo un depredador conocido, era lo suficientemente poderoso para rivalizar con la supremacía de estos cetáceos, el megalodón.

## En la cultura popular
Brygmophyseter fue caracterizado en un episodio de la serie de documentales Jurassic Fight Club, como un adversario del megalodón, encuentro en el que terminó como perdedor.
Brygmophyseter es también caracterizado en el documental del canal de televisión History, Secretos de los dinosaurios, el cual escudriña la historia de los hallazgos y su posible comportamiento.

## Especies relacionadas
- Aulophyseter
- Orycterocetus
- Zygophyseter